# Dracaena cantleyi
Dracaena cantleyi là một loài thực vật có hoa trong họ Măng tây. Loài này được Baker mô tả khoa học đầu tiên năm 1881.

## Hình ảnh

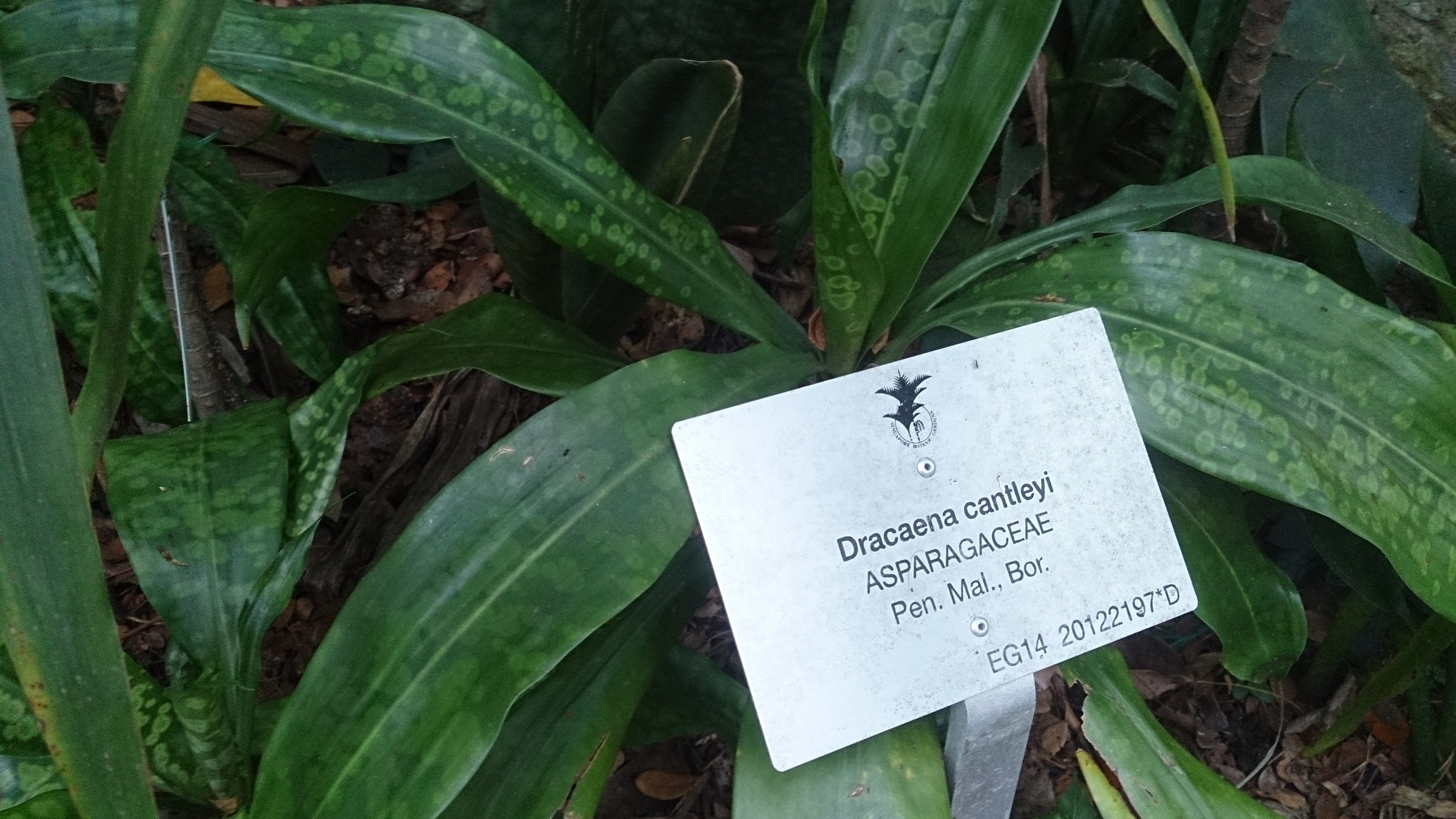